# Les Canailles
Pour plus de détails, voir Fiche technique et Distribution.
Les Canailles est un film franco-Italien réalisé par Maurice Labro et sorti en 1960.

## Synopsis
Hélène Chalmers, fille d’un grand patron d’un groupe américain de presse, arrive à Rome et Ed Dawson, responsable de l’agence italienne, est chargé de l’accueillir. Peu de temps après, Hélène disparaît et son père demande à Ed de la retrouver. Il se lance à sa recherche et se retrouve impliqué dans une ténébreuse affaire.

## Fiche technique
- Titre : Les Canailles
- Titre italien : Le Canaglie
- Réalisateur : Maurice Labro
- Scénario : Maurice Labro, Rodolphe-Maurice Arlaud, Louis Martin et Claude Desailly d'après le roman de James Hadley Chase Fais-moi confiance
- Assistant-réalisateur : Jean Leduc
- Musique : Marguerite Monnot, Georges Alloo
- Photographie : Jacques Robin
- Son : Louis Hochet, Jean Monchablon
- Décors : Jean Mandaroux
- Montage : Henri Taverna
- Photographe de plateau : Raymond Voinquel
- Pays d’origine :  France,  Italie
- Tournage : du 6 août au 17 octobre 1959
- Langue de tournage : français
- Tournage extérieur : Rome, Naples
- Producteur : Georges Legrand
- Directeur de production : Georges Legrand
- Sociétés de production : Société Française des Productions Princia (France), Transmonde Film (Italie)
- Distributeur : Les Films Fernand Rivers
- Format : noir et blanc — son monophonique — 35 mm
- Genre : thriller
- Durée : 90 minutes
- Date de sortie : France - 29 janvier 1960

## Distribution
- Marina Vlady : Hélène Chalmers
- Robert Hossein : Ed Dawson
- Philippe Clay : Carlo Sarotti
- Scilla Gabel : Gina, la secrétaire
- Claire Maurier : June Chalmers
- Alexandre Gauge : Chalmers
- Georges Vitaly : Rocky
- Arnoldo Foà : le commissaire Tonioni
- Charles Lemontier

## Autour du film
- Marina Vlady[1] : « Le plateau des Canailles était égayé par la présence de Philippe Clay. […] L’action se passait à Naples. […] Le film montre une femme fatale en pleine possession de ses charmes, épanouie, avec coiffures extravagantes, maquillage de star des années 30, robes moulantes en lamé or. Tout cela me faisait rire et me changeait du style misérabiliste de mes derniers rôles. Ma période « sage » prenait fin. […] Tout cela ne se fit pourtant pas sans mal. Achevant le tournage de cette production médiocre, je me retrouvai dans le silence opaque qui suit les tremblements de terre. Aucune proposition, plus d’agent. […] Bientôt plus d’argent (le cachet des Canailles avait fondu dans le remboursement de mes dettes antérieures. […] Heureusement, l’Italie se souvenait de moi. »

## Point de vue de la critique
« Le thème de la détresse morale d'une jeune fille livrée à elle-même et ayant perdu toute dignité, prête à toutes les fautes, à tous les abandons, la satire de la puissance — qu'elle soit fondée sur la richesse ou sur la violence — se trouvent situés dans un contexte où sont d'abord respectées les lois d'un genre où l'action l'emporte sur les caractères. »